# Алиев, Али Мурадович
Али Мурадович Алиев (21 июля 1998) — российский тайбоксер и кикбоксёр. Чемпион мира и России по тайскому боксу. Победитель Кубка мира по кикбоксингу. Мастер спорта России.

## Карьера
Является воспитанником ДЦБИ им. А. М. Мирзабекова в Махачкале, занимается под руководством  Марата Бекбулатова. 7 ноября 2019 года ему было присвоено звание мастер спорта России. 13 ноября 2020 года в Москве во дворце спорта «Лужники» в титульном бою за Кубок Senshi KWU в спорном поединке одержал победу над Андреем Чехониным. В начале октября 2021 года в Бангкоке стал чемпионом мира по тайскому боксу. В марте 2022 года в Улан-Удэ стал чемпионом России, одолев в финале Салимсултана Аминова из Дагестана. 2 декабря 2022 года во дворце спорта «Лужники» на Форуме боевых искусств «Битва чемпионов 14: Школа против школы» в 1/4 финала одолел Ивана Ложкина, в полуфинале победил Давида Гасаняна, в финале уступил Шамилю Мусаеву. В марте 2023 года в Магнитогорске стал бронзовым призёром чемпионата России. 25 мая 2023 года стало известно, что Алиев подрался на тренировке в Дубае с бойцом UFC Хамзатом Чимаевым. В начале марта 2024 года в Нижнем Новгороде стал четырёхкратным чемпионом России.

## Достижения
- Чемпионат Европы по тайскому боксу 2019 — ;
- Чемпионат России по тайскому боксу 2020 — ;
- Чемпионат России по тайскому боксу 2021 — ;
- Чемпионат мира по тайскому боксу 2021 — ;
- Игры стран СНГ 2021 — ;
- Чемпионат России по тайскому боксу 2022 — ;
- Чемпионат России по тайскому боксу 2023 — ;
- Чемпионат России по тайскому боксу 2024 — ;